# Thụy Văn
Thụy Văn là một xã ở phía bắc huyện Thái Thụy, thuộc tỉnh Thái Bình, miền bắc Việt Nam

## Vị trí địa lý
Xã Thụy Văn nằm cách thành phố Thái Bình khoảng 27 km đường bộ, phía bắc giáp thành phố Hải Phòng ở địa phận huyện Vĩnh Bảo.

## Hành chính
Thụy Văn gồm 7 thôn: Thôn Văn Tràng; Thôn 1 Hoành Sơn; Thôn 2 Hoành Sơn; Thôn 3 Hoành Sơn; Thôn 1 An Định; Thôn 2 An Định; Thôn 3 An Định.